# Cigaritis meghamalaiensis
Cigaritis meghamalaiensis — вид денних метеликів родини синявцевих (Lycaenidae). Описаний у 2023 році.

## Поширення
Ендемік Індії. Мешкає у горах Західні Гати. Виявлений на пагорбах Мегхамалай у штаті Тамілнаду та у сусідньому тигровому заповіднику Періяр у Кералі.

## Назва
Вид названий на честь регіону Мегхамалай, де він був виявлений. Мегхамалай означає «хмарна гора», що відображає гірське середовище існування цього дуже місцевого виду, яке обмежується субтропічними вічнозеленими «шолами» або хмарними лісами ландшафту Періяр.

## Опис
Cigaritis meghamalaiensis відрізняється від інших видів роду з Південної Азії тим, що дискові та післядискові смуги на нижній стороні переднього крила з'єднані та паралельні. Він також характеризується безперервною постбазальною смугою на нижній стороні заднього крила, яка не доходить до дискальної смуги. На спинній стороні крил у самців є сині плями.